# Farnos György
Zilahi Farnos György (1771. május 2. – Kolozsvár, 1832. szeptember 14.) református lelkész.

## Élete
Farnos János magyarbikali pap és Tályai Mária fia volt. Iskoláit a kolozsvári református kollegiumban járta, hol több ideig az ifjúságnak, mint theologiae praeses tanításokat tartott és 22 éves korában már senior volt; miután a királyi lyceumban a jogtudományokat is elvégezte, Erlangenben és Göttingenben folytatta tanulmányait. 1796-ban Magyarbikalon kezdte el papi pályáját, majd hat év múlva Gyaluba ment, ahol 19 évig lelkészkedett. Az erlangeni Friderico-Alexandrina tudós társaságnak is tagja volt.

## Munkája
Seiler Fridrik György. Az uj testamentomi ekklesiai historiának táblátskákban foglalt rövid sommája. 
Mellyet a D. S. F. Gy. ur XVIII. századig már hetedikszer-is hasznos bővitésekkel német nyelven ki adott és a D. Rosenmüller Gy. János ur egészszen a mostani időig, ugyan azon nyelven fontoson ki dolgozott munkáikból ... magyarra fordított, és a reformatiórol valo táblátskával meg-bővítvén maga költségén ki-adott Farnos György. Erlangen, 1795.